# 95 Herculis
95 Herculis är en misstänkt variabel i Herkules stjärnbild.
Stjärnan har visuell magnitud +4,28 och varierar utan någon fastställd amplitud eller periodicitet.
95 Herculis bildade tillsammans med 93 Herculis, 102 Herculis och 109 Herculis den av den polsk-tyske astronomen Jan Hevelius i slutet av 1600-talet introducerade stjärnbilden Kerberos (stjärnbild). Den föll emellertid snabbt ur bruk.